# Гансу хрчак
Гансу хрчак (лат. Cansumys canus) је врста хрчка, ендемична за Кину. Име је добила по кинеској провинцији Гансу. То је једина врста у роду (лат. Cansumys).

## Распрострањење
Ареал врсте је ограничен на једну државу, Кину.

## Станиште
Станишта врсте су шуме, углавном од 1.000 до 1.400 метара надморске висине.

## Угроженост
Ова врста је наведена као најмање угрожена, јер има широко распрострањење и честа је врста.